# Surfin' Safari
Surfin' Safari, album utgivet 1 oktober 1962 av The Beach Boys. Albumet var gruppens första LP och det är producerad av Brian Wilson med hans far Murry Wilson som stöd. På skivan står den från skivbolaget Capitol ansvarige, Nick Venet, angiven som producent, men det är fel.[källa behövs]
Albumet nådde Billboard-listans 32:a plats.

## Låtlista
Singelplacering i Billboard inom parentes
1. Surfin' Safari (B. Wilson/M. Love) (14)
2. County Fair (B. Wilson/G. Usher) (76)
3. Ten Little Indians (B. Wilson/G. Usher) (49)
4. Chug-A-Lug (B. Wilson/G. Usher)
5. Little Girl (You're My Miss America) (Catalano/H. Alpert)
6. 409 (B. Wilson/G. Usher) (76)
7. Surfin' (B. Wilson/M. Love) (75)
8. Heads You Win, Tails I Lose (B. Wilson/G. Usher)
9. Summertime Blues (E. Cochran/J. Capehart)
10. Cuckoo Clock (B. Wilson/G. Usher)
11. Moon Dawg (Derry Weaver)
12. The Shift (B. Wilson/M. Love)

När skivbolaget Capitol återutgav Beach Boys-katalogen 1990 parades albumet Surfin' Safari ihop med albumet Surfin' USA på en CD. Dessutom fanns nedanstående tre bonusspår på skivan:
1. Cindy, Oh, Cindy (B. Barons/B. Long)
2. The Baker Man (B. Wilson)
3. Land Ohoy (B. Wilson)

## Banduppsättning
- Al Jardine - sång, akustisk bas (endast på "Surfin'")
- Mike Love - sång
- David Marks - kompgitarr, sång (på alla låtar utom "Surfin'")
- Brian Wilson - elbas, keyboards, sång
- Carl Wilson - sologitarr, sång
- Dennis Wilson - trummor, sång